# Diaziella bizarrea
Diaziella bizarrea is een vliesvleugelig insect uit de familie Pteromalidae. De wetenschappelijke naam is voor het eerst geldig gepubliceerd in 2006 door van Noort & Rasplus.